# Сибилёв, Михаил Николаевич
Михаил Николаевич Сибилёв (укр. Михайло Миколайович Сібільов; 20 ноября 1944, Мариуполь, Сталинская область, Украинская ССР — 25 мая 2025) — советский и украинский учёный-правовед, специалист в области частного права. Кандидат юридических наук (1975), доцент (1977), член-корреспондент Национальной академии правовых наук Украины (1993). В 1993—1996/7 — заведующий кафедрой гражданского права Национальной юридической академии Украины имени Ярослава Мудрого, а с 1994 по 1998 год был главным учёным секретарём Академии правовых наук Украины. Один из авторов Гражданского кодекса Украины. Ученик профессора В. Ф. Маслова.

## Биография
Михаил Сибилёв родился 20 ноября 1944 года в Мариуполе Сталинской области Украинской ССР. Его родители были рабочими. В 1966 году поступил в Харьковский юридический институт, который окончил спустя четыре года и остался в нём учиться в аспирантуре. В 1973 году выпустился из аспирантуры и начал преподавательскую деятельность в институте.
В 1974 году в родном вузе под научным руководством профессора В. Ф. Маслова он защитил кандидатскую диссертацию по теме «Право на жилую площадь в общежитии». Его официальными оппонентами на защите этой работы были профессора С. М. Корнеев и Ш. Д. Чиквашвили. В 1975 году ему была присвоена учёная степень кандидат юридических наук, а ещё спустя два года — учёное звание доцента. После защиты диссертации продолжил работать в Харьковском юридическом институте, где последовательно занимал должности ассистента, старшего преподавателя и доцента на кафедре гражданского права. В 1981 году был награждён грамотой Президиума Верховного Совета Украинской ССР. Одновременно с этим занимался и административной работой, был заместителем декана, а в 1982 году был избран деканом факультета подготовки кадров для Министерства внутренних дел (следственно-криминалистического) № 3 (занимал должность менее года).
В 1991 году, после того как в Украинской государственной юридической академии (до 1991 года — Харьковский юридический институт) была образована кафедра правовых основ предпринимательства и финансового права, Михаил Сибилёв был переведён на неё и занял должность доцента. В марте 1992 года выступил на конференции по случаю создания общественной Академии правовых наук Украины, где зачитал доклад о проекте устава этой академии. В 1993 году он стал заведующим кафедрой гражданского права и в том же году был избран член-корреспондентом государственной Академии правовых наук Украины (с 2011 года — Национальной), а в следующем году — главным учёным секретарём этой научной организации. Тогда же был включён в состав научно-консультационного совета при Верховном суде Украины. Принимал участие в создании проекта Гражданского кодекса Украины, входил в состав редакционной коллегии сборника научных трудов «Вестник Академии правовых наук Украины». Ко второй половине 1990-х годов занимался исследованием таких институтов частного права как право обязательств и предпринимательское право.
Осенью 1996 года поступил в докторантуру. По разным данным ушёл с должности заведующего кафедрой в 1996 или в 1997 году. В 1998 году также оставил работу на должностях главного учёного секретаря АПрН Украины и члена научно-консультационного совета Верховного суда. На парламентских выборах 1998 года баллотировался в народные депутаты Верховной рады III созыва от политической партии «Громада», но не был избран. В тот же период входил в состав правления Харьковского областного отделения Союза юристов Украины.
Принимал участие в написании статей для 6-томной украинской «Юридической энциклопедии», изданной в 1998—2004 годах. С 1999 года вновь работал доцентом на кафедре гражданского права Национальной юридической академии Украины имени Ярослава Мудрого (до 1995 — Украинская государственная юридическая академия), занимался преподавательской деятельностью. В 2005 году как один из основных авторов учебников, издаваемых кафедрой, вместе с В. И. Борисовой, И. В. Жилинковой, В. Н. Игнатенко, В. Н. Крижной, С. Н. Приступой, И. В. Спасибо-Фатеевой и В. Л. Яроцким был удостоен премии имени Ярослава Мудрого. В 2005 году прекратил работу в Национальной юридической академии, а уже в следующем году возглавил кафедру гражданско-хозяйственного права в Харьковском гуманитарно-техническом институте (занимал должность до 2010 года). В 2021 году участвовал в работе над 12-м томом Большой украинской юридической энциклопедии «Семейное право».
Умер 25 мая 2025 года в возрасте 80 лет.